# أندرو فورنير
أندرو فورنير هو لاعب هوكي الجليد كندي، ولد في 5 نوفمبر 1987 في Amherstview, Ontario ‏ في كندا.

## وصلات خارجية
- أندرو فورنير على موقع دوري الهوكي الوطني (الإنجليزية)
- أندرو فورنير على موقع EliteProspects.com (الإنجليزية)
- أندرو فورنير على موقع HockeyDB.com (الإنجليزية)